# Penne (Tarn)
Penne é uma comuna francesa na região administrativa da Occitânia, no departamento de Tarn. Estende-se por uma área de 64.04 km², e possui 584 habitantes, segundo o censo de 2018, com uma densidade de 9.1 hab/km².